# Awara
Awara (あわら市 Awara-shi?) är en stad i prefekturen Fukui i Japan. Staden bildades 2005  genom en sammanslagning av kommunerna Awara slogs och Kanazu. Awara är känt för sina heta källor (onsen).

## Geografi
Generellt kan man dela upp staden i lågland i norr, och något kuperad i söder.

### Angränsande städer
- Sakai i Fukui prefektur
- Kaga i Ishikawa prefektur

## Galleri

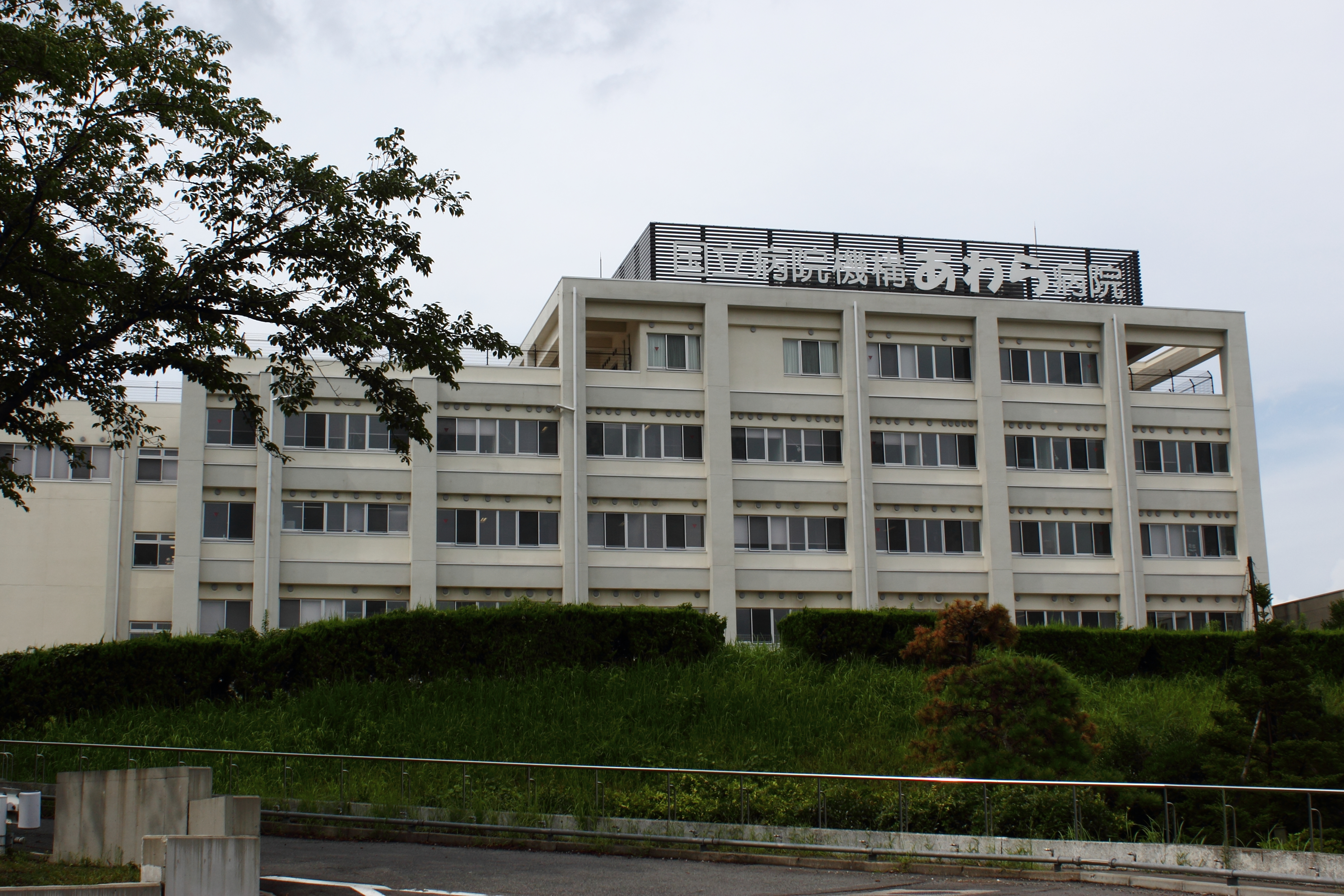
Sjukhus i Awara
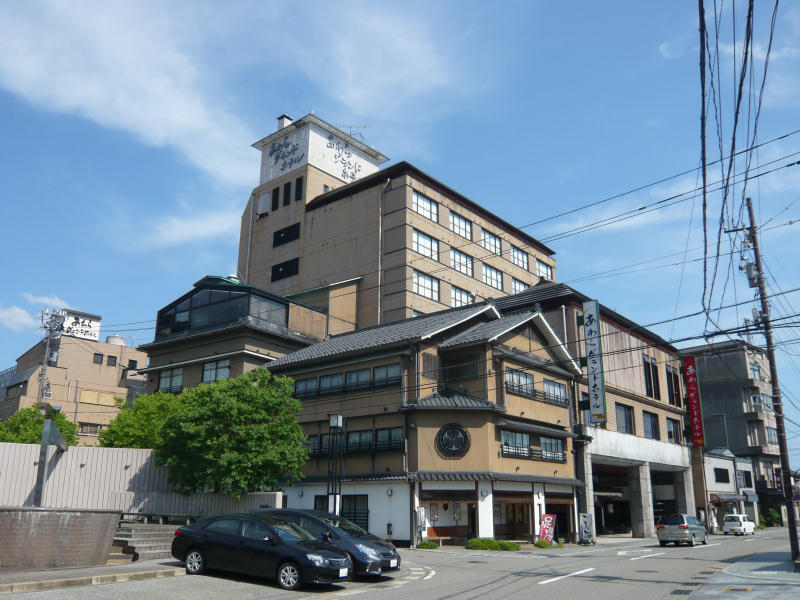
Byggnad för onsenbad
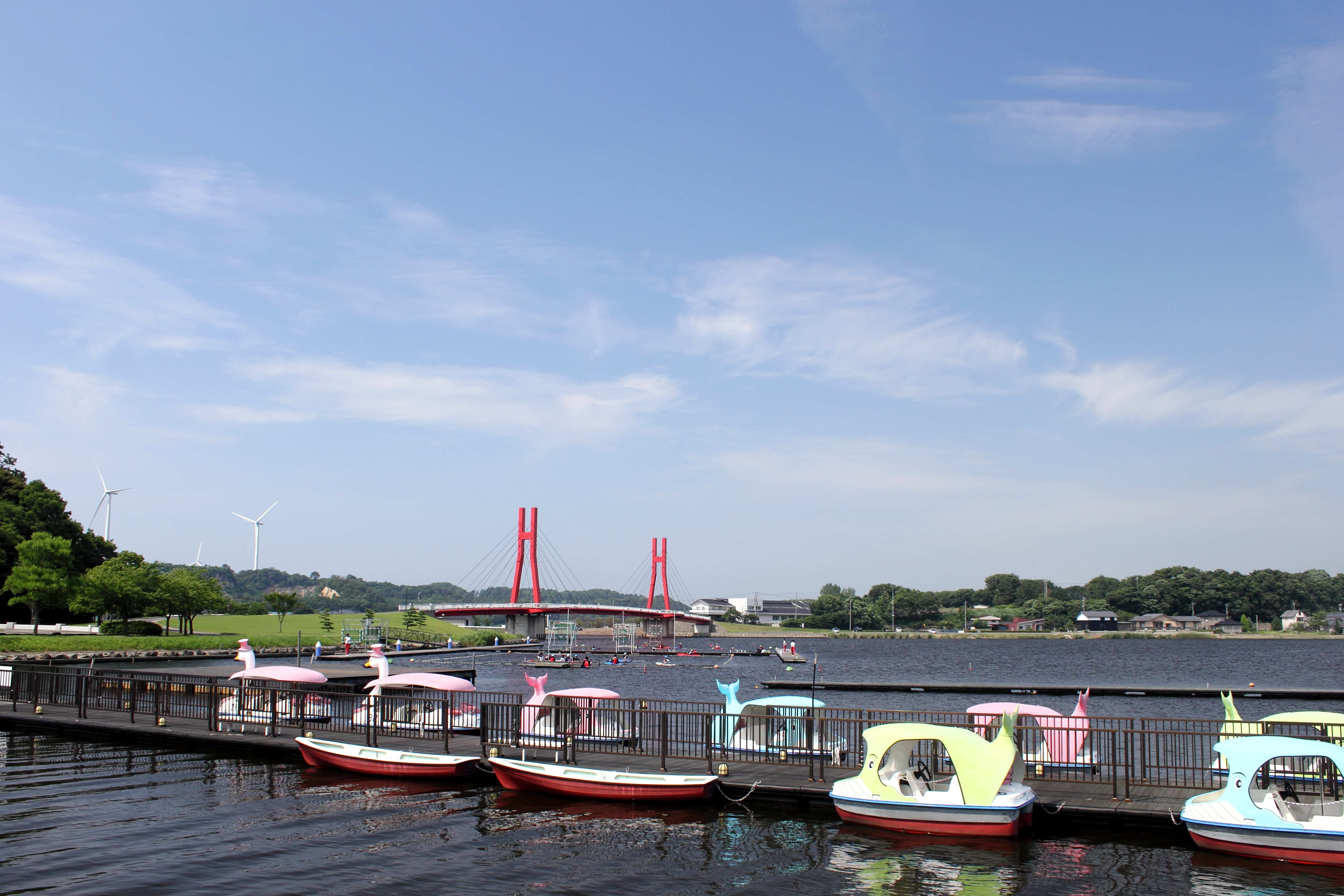
Kitagatasjön